# Iglesia de la Peregrina (Sahagún)
El santuario de la Peregrina (Sahagún, León, España), en la actualidad sede del Centro de Documentación del Camino de Santiago de Sahagún, está situado en el extrarradio de la villa. Se asienta sobre una colina, que es el punto más alto de la localidad, a 845 m s. n. m., desde donde se divisa la extensa planicie de la comarca de Sahagún, hasta sus confines en la cordillera Cantábrica por el norte, la comarca de Tierra de Campos por el sur, y por el oeste alcanzan a verse, en días medianamente despejados, los montes de León.
En 2015, en la aprobación por la Unesco de la ampliación del Camino de Santiago en España a «Caminos de Santiago de Compostela: Camino francés y Caminos del Norte de España», España envió como documentación un «Inventario Retrospectivo - Elementos Asociados» (Retrospective Inventory - Associated Components) en el que en el n.º 1421 figura las ruinas de la Iglesia de la Peregrina.

## Origen
Era un convento franciscano fundado hacia 1257. En 1245 visita Sahagún el rey Alfonso X, y a petición de los frailes franciscanos, con anuencia del padre abad del Monasterio de San Benito, fray Nicolás I, y con apoyo del obispo de León, Martín Fernández, los frailes franciscanos comenzaron a preparar el terreno para levantar el convento en el lugar donde antiguamente existió un reducto penitencial conocido como San Juan de la Penitencia.

## Arquitectura
El edificio se adecúa perfectamente a una de las características fundamentales del románico de Sahagún, el empleo, en lugar de los sillares de piedra, de ladrillos, en lo que se ha venido a llamar  románico mudéjar.
El edificio actual de la iglesia es el resultado de numerosas reformas y añadidos. Dentro del conjunto decorativo, sobresale la ornamentación exterior de parte de los paramentos del siglo XIV que se conservan. Consta de una única nave dividida en cinco tramos y crucero destacado en planta, como es habitual en las iglesias de fundación monástica, con tres capillas laterales y un único ábside, semicircular al interior y poligonal al exterior.
La decoración exterior de los muros se ve condicionada por la ya mencionada utilización de ladrillo. De esta forma, se pueden apreciar arquerías ciegas, donde los arcos polilobulados delatan la influencia toledana.
El convento se abandonó en 1835 debido a la desamortización de Mendizábal. Tras la misma, el deterioro del templo fue progresivo, haciéndose necesaria su restauración. Solo se conservaban la iglesia y parte del claustro.

## Arte
En 2006, el Ayuntamiento de Sahagún, el Ministerio de Vivienda y la Consejería de Cultura de la Junta de Castilla y León firmaron un convenio de colaboración para llevar a cabo la rehabilitación del santuario, la cual lo convertiría en Centro de Documentación del Camino de Santiago, una vez terminadas las obras en 2010.
En el interior, antes de la restauración de 2009-2011, se podía contemplar la austeridad propia de la orden franciscana, con muy poca concesión a la decoración. El presbiterio se cubría con una pintura que representa el "abrazo de Roma" entre dos religiosos, símbolo de fraternidad entre las órdenes franciscana y benedictina que, en esta villa, tuvo una difícil convivencia a lo largo de la historia.
En el lado de la Epístola, es decir el lado derecho, se abre la capilla cuadrangular de don Diego Gómez de Sandoval, fallecido en 1455. La capilla consta de varias piezas. En el interior de dicha capilla se conservan varios paños de yesería mudéjar, que representa delicados motivos como decoración de lazos, motivos vegetales (granadas y otros) y tramas romboidales (sebka).

## Talla de la Virgen Peregrina
Conocido el santuario con este nombre por la imagen del siglo XVII que albergó durante tiempo, de gran fervor popular. La imagen representa una Virgen vestida de peregrina. Actualmente esta talla está expuesta en el museo del convento de las Madres Benedictinas. Es obra de la escultora sevillana Luisa Roldán.

## Usos actuales
A lo largo de su historia este edificio ha sido iglesia, monasterio y hospital de peregrinos. Ha estado cerrado durante tiempo. Actualmente, después de la restauración finalizada en 2011, su uso es como centro cultural y de estudios del Camino de Santiago.
Durante las obras de restauración se encontró una momia, posiblemente del siglo XV, en la pared del altar mayor.